# Albrecht Frederik van Pruisen
Albrecht Frederik van Pruisen (Koningsbergen, 7 mei 1553 - Fischhausen, 28 augustus 1618) was Hertog van Pruisen vanaf 1568 tot aan zijn dood.

## Biografie
Albrecht Frederik van Pruisen werd geboren als de enige zoon van hertog Albrecht van Pruisen uit diens tweede huwelijk met Anna Maria van Brunswijk-Lüneburg. Na de dood van zijn vader in 1568 werd hij de nieuwe hertog. Op 19 juli 1569 bracht hij leenhulde aan zijn leenheer Sigismund II August van Polen. Vier jaar later trachtte Albrecht Frederik invloed te verwerven in de Poolse senaat, maar hij werd hierin gedwarsboomd door de Poolse hetman Jan Zamoyski.
Omstreeks 1572 begon Albrecht Frederik tekenen van zijn psychische stoornis te vertonen en zes jaar later werd er een regentschap ingesteld die vervuld werd door zijn neef Georg Frederik van Brandenburg-Ansbach. Na diens dood in 1603 stelde koning Sigismund III van Polen Joachim Frederik van Brandenburg aan als de nieuwe regent en hij werd in deze positie in 1608 opgevolgd door zijn zoon Johan Sigismund. Johan Sigismund volgde Albrecht Frederik na diens dood in 1618 op.

## Huwelijk en kinderen
Albrecht Frederik van Pruisen huwde in 1573 met Maria Eleonora van Gulik een dochter van hertog Willem V van Kleef en Maria van Oostenrijk. Maria Eleonora en Albrecht Frederik kregen de volgende kinderen:
- Anna (1576-1625), gehuwd met Johan Sigismund van Brandenburg.
- Maria (1579-1649), huwde met Christian van Brandenburg-Bayreuth.
- Albert Frederik (1580)
- Sophie (1582-1610), huwde met Willem Kettler.
- Eleonora (1583-1607), huwde met Joachim Frederik van Brandenburg.
- Willem Frederik (1585-1586)
- Magdalena Sibylla (1586-1659), huwde met Johan George I van Saksen.

## Voorouders
| Overgrootouders                           | Albrecht Achilles van Brandenburg (1414-1486) ∞ Anna van Saksen (1437-1512)      | Albrecht Achilles van Brandenburg (1414-1486) ∞ Anna van Saksen (1437-1512)      | Casimir IV van Polen (1427-1492) ∞ 1454 Elisabeth van Oostenrijk (1436-1505)     | Casimir IV van Polen (1427-1492) ∞ 1454 Elisabeth van Oostenrijk (1436-1505)     | Willem II van Brunswijk-Wolfenbüttel (1425-1403) ∞ Elisabeth van Stolberg-Wernigerode (1428-1521) | Willem II van Brunswijk-Wolfenbüttel (1425-1403) ∞ Elisabeth van Stolberg-Wernigerode (1428-1521) | Joachim I Nestor van Brandenburg (1484–1535) ∞ Elisabeth van Denemarken (1485-1555)          | Joachim I Nestor van Brandenburg (1484–1535) ∞ Elisabeth van Denemarken (1485-1555)          | Joachim I Nestor van Brandenburg (1484–1535) ∞ Elisabeth van Denemarken (1485-1555) | Joachim I Nestor van Brandenburg (1484–1535) ∞ Elisabeth van Denemarken (1485-1555) |
| Grootouders                               | Frederik I van Brandenburg-Ansbach (1460-1536) ∞ Sophia van Polen (1464-1512)    | Frederik I van Brandenburg-Ansbach (1460-1536) ∞ Sophia van Polen (1464-1512)    | Frederik I van Brandenburg-Ansbach (1460-1536) ∞ Sophia van Polen (1464-1512)    | Frederik I van Brandenburg-Ansbach (1460-1536) ∞ Sophia van Polen (1464-1512)    | Erik I van Brunswijk-Calenberg-Göttingen (1470-1540) ∞ Elisabeth van Brandenburg (1510-1558)      | Erik I van Brunswijk-Calenberg-Göttingen (1470-1540) ∞ Elisabeth van Brandenburg (1510-1558)      | Erik I van Brunswijk-Calenberg-Göttingen (1470-1540) ∞ Elisabeth van Brandenburg (1510-1558) | Erik I van Brunswijk-Calenberg-Göttingen (1470-1540) ∞ Elisabeth van Brandenburg (1510-1558) |                                                                                     |                                                                                     |
| Ouders                                    | Albrecht van Pruisen (1490-1568) ∞ Anna Maria van Brunswijk-Lüneburg (1532-1568) | Albrecht van Pruisen (1490-1568) ∞ Anna Maria van Brunswijk-Lüneburg (1532-1568) | Albrecht van Pruisen (1490-1568) ∞ Anna Maria van Brunswijk-Lüneburg (1532-1568) | Albrecht van Pruisen (1490-1568) ∞ Anna Maria van Brunswijk-Lüneburg (1532-1568) | Albrecht van Pruisen (1490-1568) ∞ Anna Maria van Brunswijk-Lüneburg (1532-1568)                  | Albrecht van Pruisen (1490-1568) ∞ Anna Maria van Brunswijk-Lüneburg (1532-1568)                  | Albrecht van Pruisen (1490-1568) ∞ Anna Maria van Brunswijk-Lüneburg (1532-1568)             | Albrecht van Pruisen (1490-1568) ∞ Anna Maria van Brunswijk-Lüneburg (1532-1568)             |                                                                                     |                                                                                     |
| Albrecht Frederik van Pruisen (1553-1618) |                                                                                  |                                                                                  |                                                                                  |                                                                                  |                                                                                                   |                                                                                                   |                                                                                              |                                                                                              |                                                                                     |                                                                                     |